# 墨角藻糖激酶
L-墨角藻糖激酶（英語：L-Fuculokinase，EC 2.7.1.51）是催化如下化学反应的一个酶：
ATP + L-fuculose {\displaystyle \rightleftharpoons } ADP + L-fuculose-1-phosphate
这个酶的两个底物是三磷酸腺苷和墨角藻糖
L-墨角藻糖激酶的基因缩写为fucK